# Bộ Dơi
Bộ Dơi (danh pháp khoa học: Chiroptera) là bộ có số lượng loài nhiều thứ hai trong lớp Thú với khoảng 1.100 loài, chiếm 20% động vật có vú (đứng đầu là bộ Gặm nhấm chiếm 40% số loài). Từ Chiroptera trong tiếng Hy Lạp là ghép bởi 2 từ: cheir (χειρ) "bàn tay" và pteron (πτερον) "cánh". Như tên gọi, cấu tạo hai chi trước của chúng giống như bàn tay con người với các ngón tay được nối liền bởi màng da và tạo thành đôi cánh. (chính xác thì ở dơi cánh được tạo bởi màng da nối liền xương cánh tay và các ngón tay)
Dơi là động vật có vú duy nhất có thể bay được. Một số loài thú khác như chồn bay, sóc bay... trông có vẻ như có thể bay nhưng thực ra chúng chỉ có thể lượn - trong một khoảng cách có giới hạn. Khoảng 70% số loài dơi ăn sâu bọ, số còn lại chủ yếu ăn hoa quả và chỉ có vài loài ăn thịt. Dơi cần thiết cho sinh thái bởi chúng đóng vai trò thụ phấn hoa hay phát tán hạt cây, sự phân tán của nhiều loài cây lệ thuộc hoàn toàn vào dơi. Loài dơi nhỏ nhất là dơi mũi lợn Kitti chỉ dài 29–33 mm, nặng khoảng 2 gam. Loài lớn nhất là dơi quả đầu vàng lớn với sải cánh dài 1,5 m và cân nặng khoảng 1,2 kg.

## Hóa thạch dơi
Hóa thạch loài Onychonycteris finneyi vào khoảng 52 triệu năm tuổi, thuộc thế Eocen của kỷ Paleogen trong đại Tân Sinh, được tìm thấy ở Wyoming (Mỹ) năm 2003.
Loài dơi cổ này có cách bay và ngoại hình khác với loài những loài dơi ngày nay. Onychonycteris có móng trên cả năm đầu ngón mỗi chi trước, trong khi các loài dơi hiện đại có nhiều nhất hai móng. Chúng cũng có chi sau dài hơn và cẳng tay ngắn hơn dơi ngày nay, thuận tiện cho việc bám lên cành cây. Đôi cánh ngắn, rộng không làm chúng bay nhanh và xa như dơi hiện đại. Mặc dù đập cánh nhưng Onychonycteris cũng chỉ lượn từ cây này sang cây khác, phần lớn thời gian chúng chỉ leo và bám trên cây.

## Đặc điểm

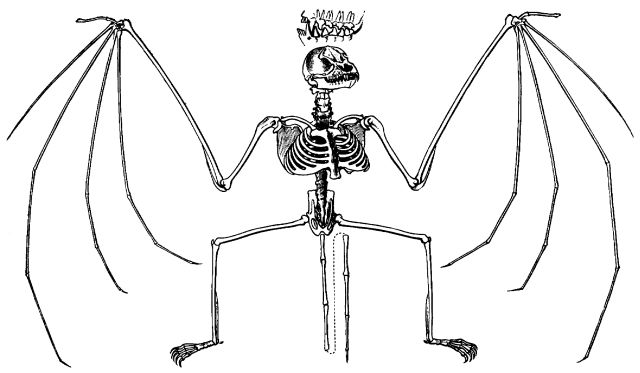
Bộ xương của dơi

Các loài trong bộ này có nhiều nét chung với thú ăn sâu bọ và có thể coi như một nhánh Thú ăn sâu bọ thích nghi với vận chuyển bay. Chi trước biến đổi thành cánh da. Ngón tay, trừ ngón một rất dài và căng màng da mỏng không lông. Màng da nối không chỉ chi trước với chi sau và cả chi sau với đuôi. Cơ ngực lớn. Dơi còn đặc trưng với tư thế treo thân độc đáo (đu mình treo ngược).
Dơi phát siêu âm với tần số 50.000 - 70.000 Hz. Nhờ tiếp nhận siêu âm vào tai, dơi có thể ước lượng khoảng xa của chướng ngại vật. Tuy nhiên, bất cứ con dơi nào cũng không chỉ sử dụng duy nhất năng lực định vị thuần túy, mà còn kết hợp với sự quan sát từ đôi mắt trong khi bay lượn. Với loài dơi thường ăn hoa quả thì hệ thị giác của chúng rất phát triển, với vị trí ngay trên đầu. Riêng với loài ăn côn trùng lại có cặp mắt nhỏ hơn, thường được dùng để xác định cao độ so với mặt đất, nhận biết mức độ ánh sáng, phân biệt ngày đêm để chọn thời điểm đi săn thích hợp, đánh giá kích thước con mồi hay vật cản, cũng như định hướng lúc đang bay tìm mồi.

## Phân loại

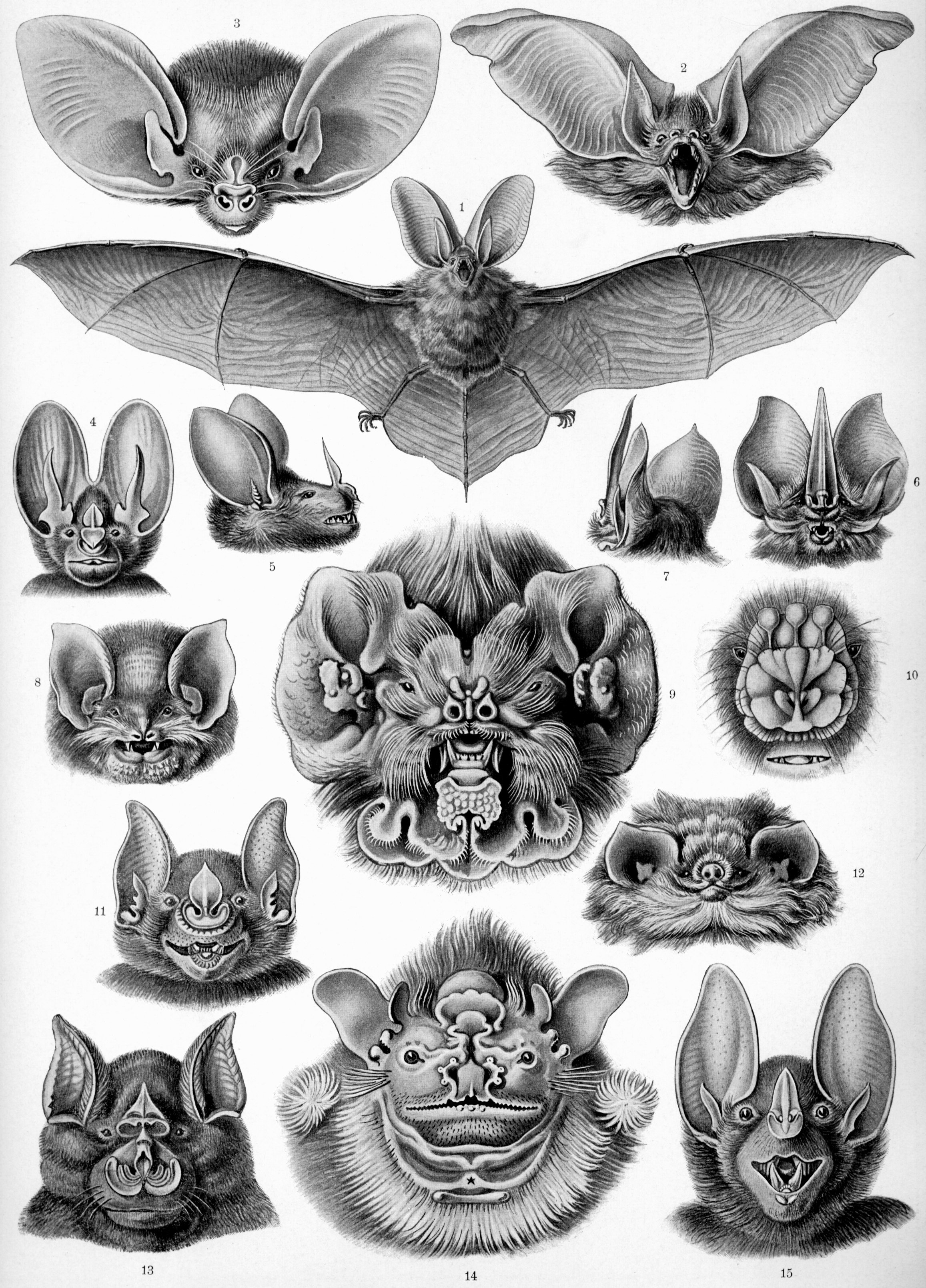
"Bộ Dơi" trong Kunstformen der Natur của Ernst Haeckel, 1904

Theo phân loại truyền thống có 2 phân bộ dơi là:
- Phân bộ Megachiroptera dơi lớn
- Phân bộ Microchiroptera dơi nhỏ.

Cho dù được đặt tên như vậy nhưng không phải bất cứ loài dơi lớn nào cũng có kích thước lớn hơn các loài dơi nhỏ. Một số sự khác biệt chính giữa 2 phân bộ là:
1. Những loài dơi nhỏ định vị bằng sóng âm, còn loài dơi lớn thì không.
2. Loài dơi nhỏ không có móng ở ngón thứ hai của chi trước (cánh).
3. Tai của dơi nhỏ không phải là một vòng khép kín.
4. Dơi nhỏ không có lông dưới bụng.

- Bộ Chiroptera (Bộ Dơi)
  - Phân bộ Megachiroptera (dơi lớn)
    - Pteropodidae (dơi quạ)

  - Phân bộ Microchiroptera (dơi nhỏ)
    - Siêu họ Emballonuroidea
      - Emballonuridae (dơi bao)

    - Siêu họ Molossoidea
      - Antrozoidae
      - Molossidae (dơi thò đuôi)

    - Siêu họ Nataloidea
      - Furipteridae
      - Myzopodidae
      - Natalidae
      - Thyropteridae

    - Siêu họ Noctilionoidea
      - Mormoopidae
      - Mystacinidae
      - Noctilionidae
      - Phyllostomidae (dơi mũi lá)

    - Siêu họ Rhinolophoidea
      - Megadermatidae (dơi ma)
      - Nycteridae
      - Rhinolophidae (dơi lá mũi)

    - Siêu họ Rhinopomatoidea
      - Craseonycteridae
      - Rhinopomatidae

    - Siêu họ Vespertilionoidea
      - Vespertilionidae (dơi muỗi)

## Sinh sản
Dơi con thường bị rơi xuống đất khi không được chăm sóc. Tuy nhiên dơi con có thể bám vào mẹ và cùng di chuyển, dơi con phát triển nhanh nên sẽ rất khó khăn nếu dơi mẹ phải mang một lúc nhiều con. Đó là lý do tại sao 1 năm dơi mẹ chỉ sinh 1 lần. Khả năng bay là bẩm sinh, tuy nhiên khi mới sinh đôi cánh của dơi quá nhỏ để bay, các loài dơi nhỏ (thuộc phân bộ Microchiroptera) bay được khi chúng được 6 đến 8 tuần tuổi trong khi các loài dơi lớn (thuộc phân bộ Megachiroptera) phải mất 4 tháng mới biết bay. Dơi trưởng thành khi được 2 năm tuổi. Tuổi thọ trung bình của dơi là khoảng 20 năm, tuy vậy số lượng dơi không được nhiều do tỉ lệ sinh thấp.

## Dơi trong văn hóa
Trong văn hóa, dơi được tái hiện qua nhiều phim ảnh, tiểu thuyết, truyện tranh..., theo đó dơi thường được mô tả là một loài vật hút máu với hàm răng nhọn hoắt trắng ghê rợn, chúng hại người, súc vật, là hiện thân của ma cà rồng. Một số nhân vật hư cấu có liên quan đến dơi như Người dơi (Batman) của Mỹ là một anh hùng, Phi Thiên Biển bức Kha Trấn Ác - sư phụ của Quách Tĩnh hay Thanh Dực Bức vương Vi Nhất Tiếu trong tiểu thuyết của Kim Dung, Biên bức công tử trong tiểu thuyết của Cổ Long, Phan Văn Đỉnh trong Đặc vụ dơi..v.v...
Trong văn hóa đại chúng của người Á Đông, dơi thường được trang trí trong các họa tiết để tượng trưng cho sự may mắn vì chữ dơi tiếng Hán là Bức đồng âm với từ Phúc có nghĩa là may mắn. Thuật ngữ mặt dơi tai chuột Lưu trữ ngày 29 tháng 9 năm 2021 tại Wayback Machine chỉ về hình tướng dị hợm, quái đản, bất tài.

## Hình ảnh

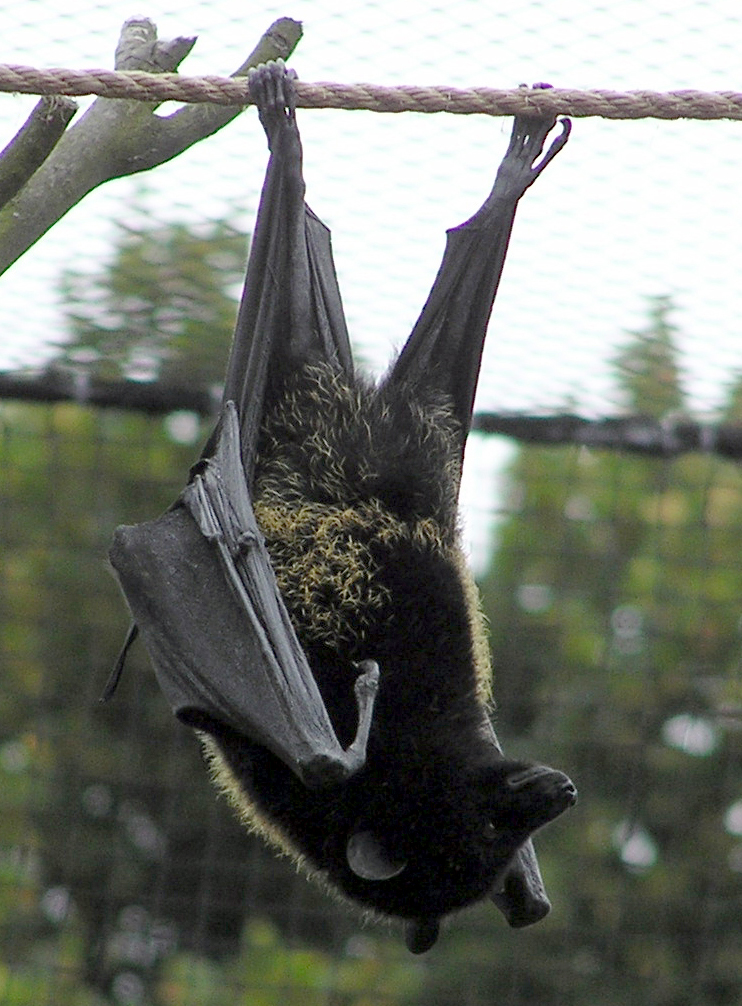
Loại dơi lớn.
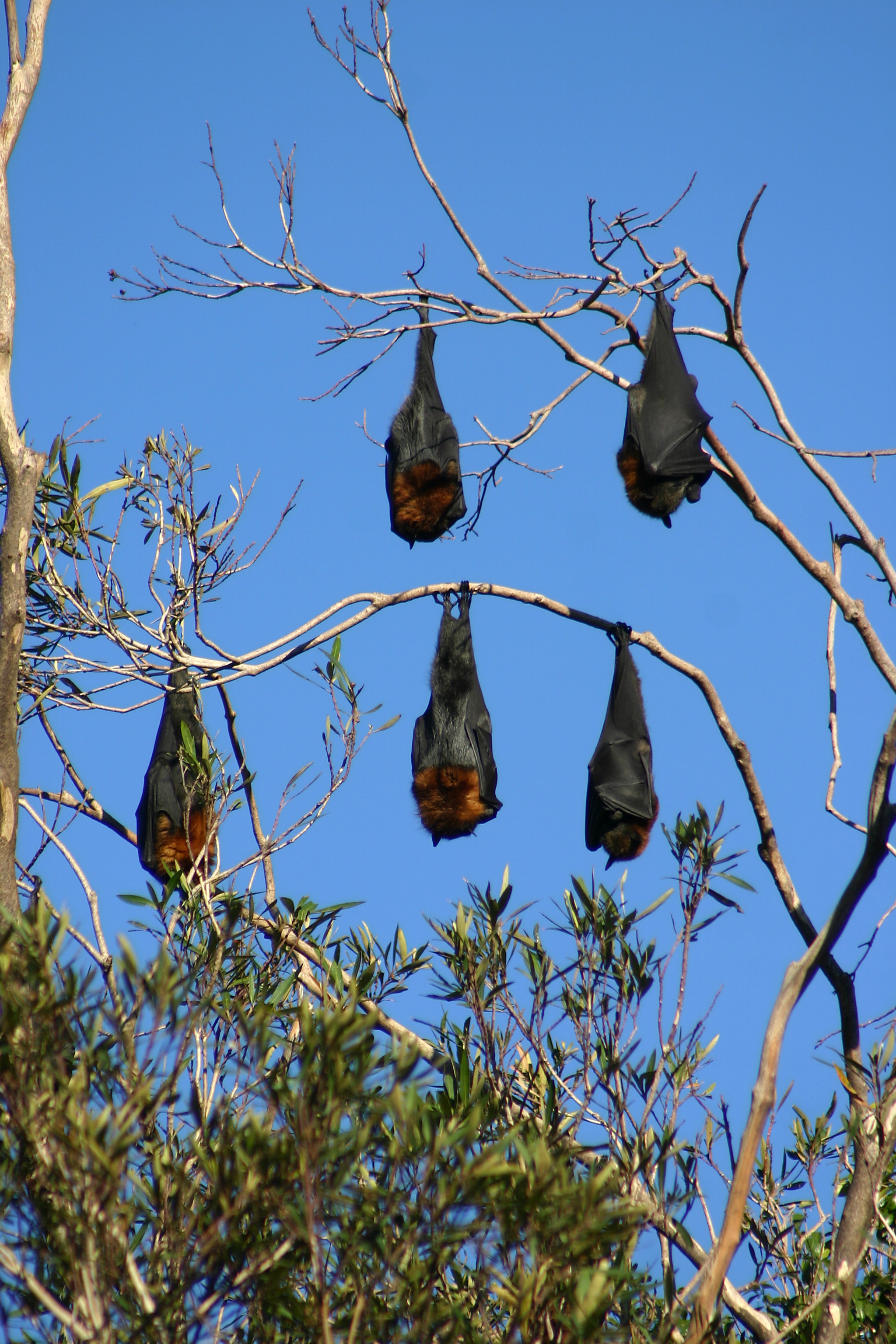
Nơi cư ngụ của dơi lớn.
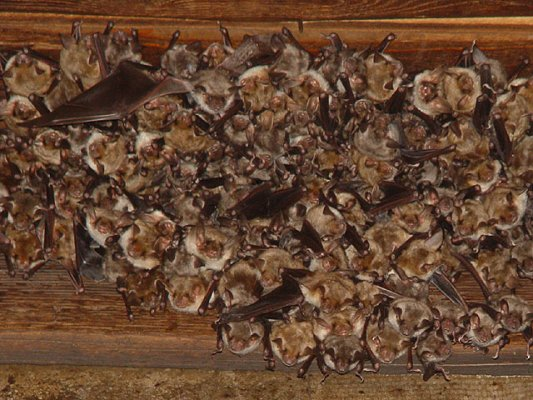
Nơi cư ngụ của dơi nhỏ.
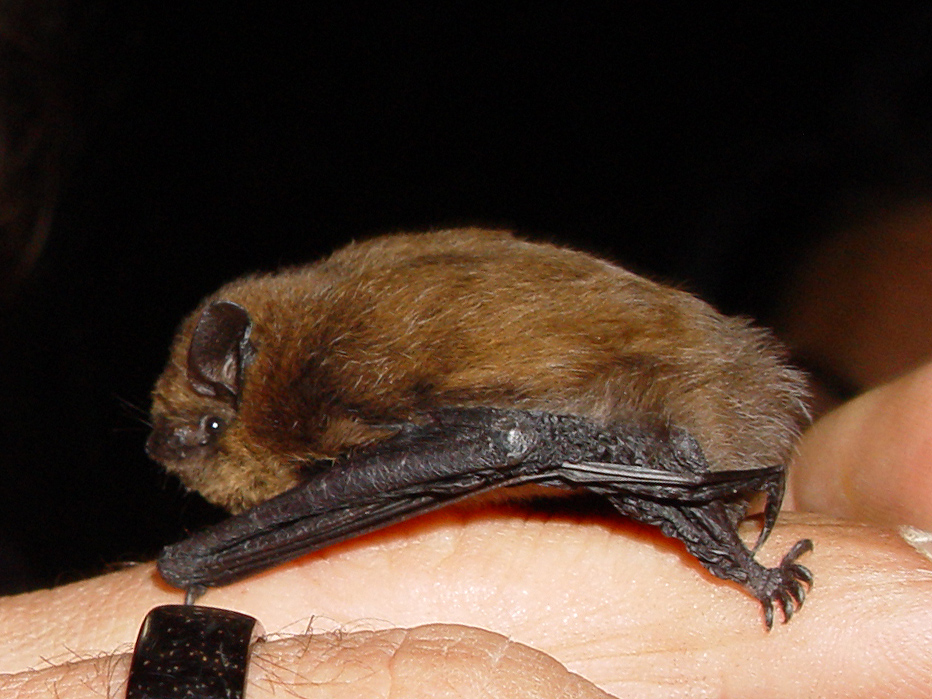
Loại dơi nhỏ.
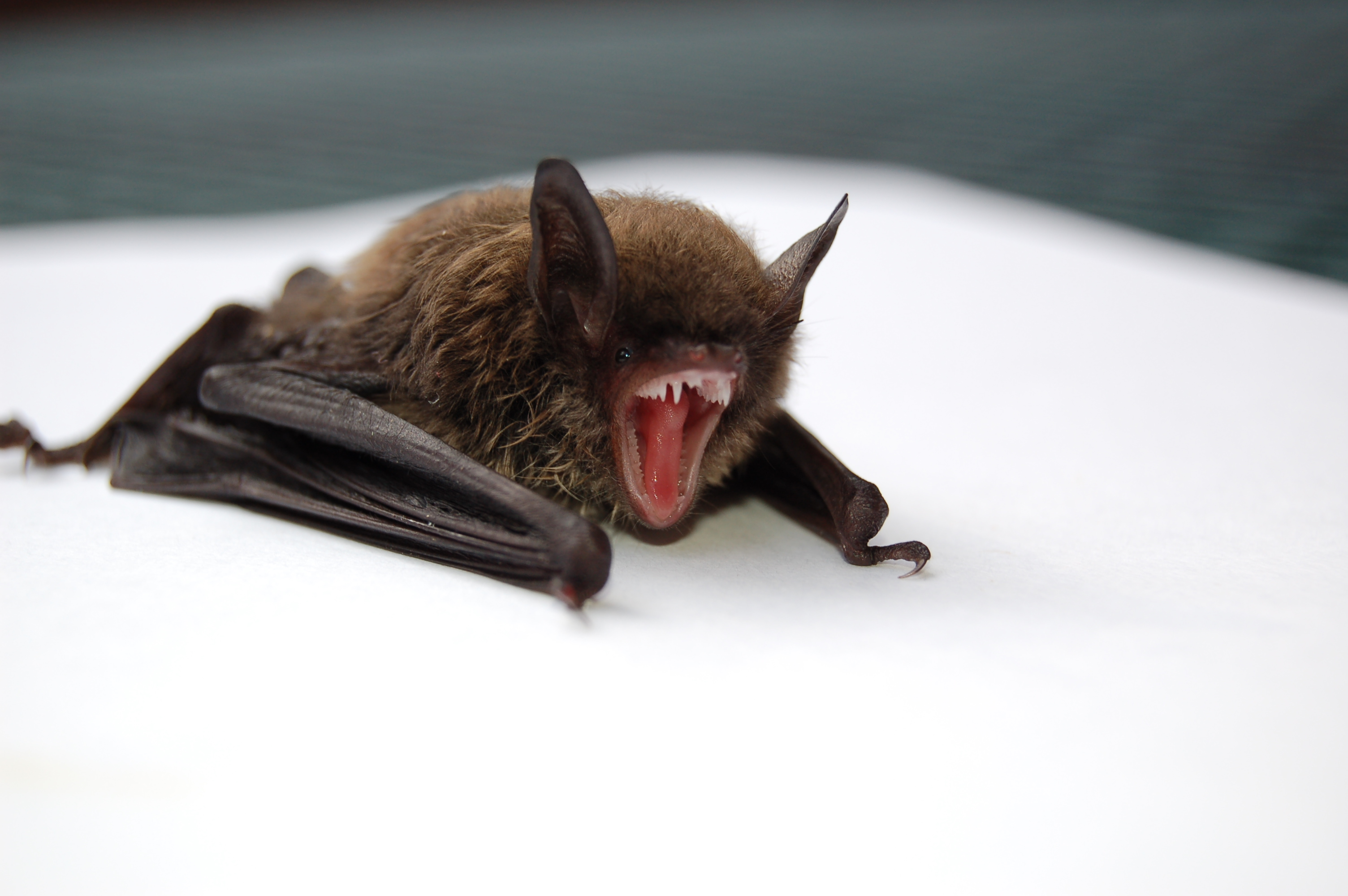